# Těšetice (Olomouc)
Těšetice é uma comuna checa localizada na região de Olomouc, distrito de Olomouc.